# Medianoche en París
Medianoche en París (título original en inglés: Midnight in Paris) es una película estadounidense de comedia fantástica de 2011 ganadora del Óscar al mejor guion original, escrita y dirigida por Woody Allen, que se presentó en la apertura del Festival de Cannes de 2011. La película ha sido la más taquillera de Allen en los Estados Unidos.

## Argumento
En 2010, Gil Pender (Owen Wilson), un guionista de Hollywood exitoso pero desilusionado, y su prometida, Inez (Rachel McAdams), están en París de vacaciones con los ricos padres de Inez. Gil está luchando por terminar su primera novela, centrándose en un hombre que trabaja en una tienda de nostalgia. Inez descarta su ambición como un soñador delirante y lo anima a seguir con la escritura de guiones más lucrativos. Gil está considerando mudarse a París (que observa, para disgusto de su prometida, es más hermoso bajo la lluvia). Inez tiene la intención de vivir en Malibú. Por casualidad, se les unen el amigo de Inez, Paul (Michael Sheen), a quien se describe como pedante y pseudointelectual, y su esposa Carol (Nina Arianda). Paul habla con gran autoridad pero con precisión cuestionable sobre los aspectos más destacados de París hasta el punto de incluso contradecir a un guía turístico en el Museo Rodin e insistir en que su conocimiento de las relaciones de Rodin es más preciso que el del guía. Inez lo adora pero Gil lo encuentra molesto.
Luego de una noche de cata de vinos, Gil termina borracho y decide caminar por las calles de París para regresar al hotel; Inez se va con Paul y Carol en taxi. Se detiene para orientarse. A la medianoche, un automóvil de la década de 1920 se detiene a su lado y los pasajeros, vestidos con ropa de la misma época, lo invitan a unirse a ellos. Hicieron una fiesta para Jean Cocteau a la que asistieron personas notables del París de los años 20: Cole Porter y su esposa Linda Lee Porter, Zelda y Scott Fitzgerald. Zelda se aburre en la fiesta y anima a Scott y Gil a que se vayan con ella. Primero se dirigen a Bricktops, donde ven a Josephine Baker bailando, y luego a un café, donde se encuentran con Ernest Hemingway y Juan Belmonte. Zelda se molesta cuando Hemingway dice que su novela era débil, y se dirige con Belmonte a St. Germain, seguida poco después por Scott, a quien no le agrada la idea de que su esposa pase tiempo con el español. Después de discutir la escritura, Hemingway se ofrece a mostrarle la novela de Gil a Gertrude Stein. Cuando Gil sale del edificio para buscar su manuscrito en su hotel, descubre que ha regresado a 2010 y el bar donde bebían los literatos de la década de 1920 es ahora una lavandería.

La noche siguiente, Gil quiere compartir con Inez su experiencia del viaje en el tiempo pero ella lo abandona antes que el reloj marque la medianoche. Al sonar la campanada de las 12 AM, el mismo coche vuelve a pasar; Gil se une a Hemingway en su camino a visitar a un amigo. Gil conoce a Gertrude Stein y a otros amigos en su apartamento: Pablo Picasso y su amante Adriana. Adriana y Gil se atraen instantáneamente el uno al otro. Stein lee en voz alta la primera línea de la novela:
"Out of the Past" era el nombre de la tienda, y sus productos consistían en recuerdos: lo que era prosaico e incluso vulgar para una generación había sido transmutado por el mero paso de los años en un estado a la vez mágico y acampanado.
Adriana dice que está enganchada por estas pocas líneas y siempre ha sentido añoranza por el pasado, especialmente por la Belle Époque.
Gil continúa con su viaje en el tiempo durante las próximas dos noches. Inez no está impresionada con los bulevares y bistrós y la desaparición de Gil. Su padre sospecha y contrata a un detective privado para que lo siga. Adriana tiene su tiempo con Picasso y Hemingway y, eventualmente, con Gil, aunque él está en conflicto con su atracción por ella. Gil explica su conflicto a Salvador Dalí, Man Ray y Luis Buñuel, pero al ser surrealistas no ven nada extraño en su afirmación de haber venido del futuro, encontrándolo perfectamente normal.
Cada uno discute la imposibilidad de la relación de Gil con Adriana y, como artistas, qué obra de arte de cada uno podría surgir del romance. Gil luego le sugiere a Buñuel la trama de la película "El ángel exterminador", que él no comprende.
Inez y sus padres viajan al Monte Saint-Michel mientras Gil conoce a Gabrielle (Léa Seydoux), una anticuaria y admiradora de la Generación Perdida. Él le compra un disco de gramófono de Cole Porter, y luego encuentra el diario de Adriana de la década de 1920 en un puesto de libros junto al Sena, que revela que estaba enamorada de él. Al leer que ella soñaba con recibir un regalo de pendientes de él y luego hacerle el amor, Gil intenta robar un par de Inez para dárselos a Adriana, pero se ve frustrado por el temprano regreso de su prometida a la habitación del hotel.
Gil compra unos pendientes para Adriana. Volviendo al pasado, la encuentra en una fiesta y le dice: "Siento que tienes sentimientos complicados por mí". La lleva a pasear, se besan y le da los pendientes. Mientras se los pone, un carruaje tirado por caballos baja por la calle y una pareja lujosamente vestida dentro del carruaje invita a Gil y Adriana a dar un paseo. El carruaje transporta a los pasajeros a la Belle Époque, una época que Adriana considera la Edad de Oro de París. Gil y Adriana van primero a Maxim's y luego al Moulin Rouge, donde se encuentran con Henri de Toulouse-Lautrec, Paul Gauguin y Edgar Degas. Gil pregunta cuál creen que fue la mejor época, y los tres determinan que la mejor era el Renacimiento. A la emocionada Adriana se le ofrece un trabajo diseñando trajes de ballet y le propone a Gil que se queden, pero Gil, al observar que diferentes personas anhelan diferentes "edades doradas", tiene una epifanía y se da cuenta de que a pesar del encanto de la nostalgia, cualquier momento puede, eventualmente, convertirse en un "presente aburrido", por lo que es mejor abrazar su presente real. Adriana, sin embargo, decide quedarse en la década de 1890 y se separan.
Gil reescribe los dos primeros capítulos de su novela y recupera su borrador de Stein, quien elogia su progreso como escritor y le dice que a Hemingway le gusta, pero pregunta por qué el personaje principal no se ha dado cuenta de que su prometida (basada en Inez) está teniendo un romance con un personaje pedante (basado en Paul).
Gil regresa al 2010 y desafía a Inez. Ella admite haberse sentido un enamoramiento con Paul, pero lo ignora como una aventura sin sentido. Gil rompe con ella y decide trasladarse a París. En medio del resentimiento de Inez, Gil se va tranquilamente, después de lo cual el padre de Inez le dice a ella y a su madre que hizo que Gil siguiera, aunque el detective ha desaparecido misteriosamente. Se revela que el detective se encontró en el Versalles de Luis XIV, y fue visto por última vez huyendo de los guardias del palacio en medio de amenazas de "¡Degolle la cabeza!"
Caminando por el Sena a medianoche, Gil se encuentra con Gabrielle y, después de que empieza a llover, se ofrece a acompañarla a casa, acto seguido la invita a tomar una taza de café, a lo cual ella accede y descubren que comparten el amor por París bajo la lluvia.

## Ficha artística
- Owen Wilson  como Gil Pender.[7]
- Rachel McAdams como Inez.
- Kathy Bates como Gertrude Stein
- Nina Arianda como Carol Bates.
- Thérèse Bourou-Rubinsztein como Alice B. Toklas.
- Carla Bruni-Sarkozý como la guía histórica en el Museo Rodin.
- Adrien Brody  como Salvador Dalí.
- Marion Cotillard  como Adriana de Burdeos.
- Kurt Fuller como Johnz.
- Mimi Kennedy  como Helen.
- Yves Heck como Cole Porter. Las canciones son interpretadas por el cantante Conal Fowkes.
- Alison Pill como la novelista Zelda Fitzgerald.
- Daniel Lundh como Juan Belmonte.
- Michael Sheen como Paul Bates.
- Corey Stoll  como Ernest Hemingway
- Sonia Rolland como Joséphine Baker.
- Tom Hiddleston como el escritor F. Scott Fitzgerald.
- Léa Seydoux como Gabrielle.[8]
- Marcial Di Fonzo Bo como Pablo Picasso.
- Emmanuelle Uzan como Djuna Barnes.
- Tom Cordier como Man Ray.
- Adrien de Van como el cineasta español Luis Buñuel.
- Serge Bagdassarian como el detective Duluc.
- Gad Elmaleh como el detective Tisserant.
- David Lowe como T. S. Eliot.
- Yves-Antoine Spoto como  Henri Matisse.
- Laurent Claret como Leo Stein
- Vincent Menjou Cortes como Henri de Toulouse-Lautrec.
- Olivier Rabourdin como el pintor Paul Gauguin.
- François Rostain como el pintor Edgar Degas.[9]

## Premios
Premios Óscar
| Año  | Categoría                  | Persona                         | Resultado  |
| ---- | -------------------------- | ------------------------------- | ---------- |
| 2012 | Mejor película             | Letty Aronson Stephen Tenenbaum | Candidatos |
| 2012 | Mejor dirección            | Woody Allen                     | Candidato  |
| 2012 | Mejor guion original       | Woody Allen                     | Ganador    |
| 2012 | Mejor diseño de producción | Anne Seibel Hélène Dubreuil     | Candidatos |

Globos de Oro
| Año  | Categoría                          | Persona     | Resultado |
| ---- | ---------------------------------- | ----------- | --------- |
| 2011 | Mejor película - comedia o musical |             | Candidata |
| 2011 | Mejor dirección                    | Woody Allen | Candidato |
| 2011 | Mejor actor - comedia o musical    | Owen Wilson | Candidato |
| 2011 | Mejor guion                        | Woody Allen | Ganador   |

76.ª edición de las Medallas del Círculo de Escritores Cinematográficos
| Categoría            | Persona        | Resultado |
| -------------------- | -------------- | --------- |
| Mejor película       | Mejor película | Nominada  |
| Mejor director       | Woody Allen    | Nominado  |
| Mejor guion original | Woody Allen    | Ganador   |

Goya 2012
| Categoría            | Persona     | Resultado |
| -------------------- | ----------- | --------- |
| Mejor guion original | Woody Allen | Candidato |

Premios del Sindicato de Actores
| Año  | Categoría     | Persona | Resultado |
| ---- | ------------- | ------- | --------- |
| 2011 | Mejor reparto |         | Candidata |